# Hans-Emil Schuster
| Odkryte planetoidy: 25 | Odkryte planetoidy: 25 |
| ---------------------- | ---------------------- |
| (2105) Gudy            | 29 lutego 1976         |
| (2234) Schmadel        | 27 kwietnia 1977       |
| (2275) Cuitlahuac      | 16 czerwca 1979        |
| (2329) Orthos          | 19 listopada 1976      |
| (2608) Seneca          | 17 lutego 1978         |
| (3266) Bernardus       | 11 sierpnia 1978       |
| (3271) Ul              | 14 września 1982       |
| (3288) Seleucus        | 28 lutego 1982         |
| (3398) Stättmayer      | 10 sierpnia 1978       |
| (3496) Arieso          | 5 września 1977        |
| (3908) Nyx             | 6 sierpnia 1980        |
| (4761) Urrutia         | 27 sierpnia 1981       |
| (6163) Reimers         | 16 marca 1977          |
| (6261) Chione          | 30 listopada 1976      |
| (6847) Kunz-Hallstein  | 5 września 1977        |
| (7215) Gerhard         | 16 marca 1977          |
| (10454) Vallenar       | 9 lipca 1978           |
| (10669) Herfordia      | 16 marca 1977          |
| (11001) Andrewulff     | 16 czerwca 1979        |
| (11789) Kempowski      | 5 września 1977        |
| (12211) Arnoschmidt    | 28 maja 1981           |
| (26074) Carlwirtz      | 8 października 1977    |
| (46514) Lasswitz       | 15 maja 1977           |
| (73640) Biermann       | 5 września 1977        |
| (161989) Cacus         | 8 lutego 1978          |

Hans-Emil Schuster (ur. 19 września 1934 w Hamburgu) – niemiecki astronom.

## Życiorys
Początkowo pracował w Obserwatorium w Hamburgu, a w latach 1964–1991 w Europejskim Obserwatorium Południowym (ESO), kierował Obserwatorium La Silla.
Był odkrywcą komety okresowej 106P/Schuster oraz nieokresowej C/1976 D2 (Schuster). Odkrył także 25 planetoid, Gromadę Erydanu i supernową SN 1980O w galaktyce NGC 1255. Wspólnie z Richardem Westem odkrył galaktykę karłowatą Karzeł Feniksa.
Planetoida (2018) Schuster została nazwana jego imieniem.
W 2011 roku otrzymał Order Bernardo O’Higginsa.